# 希氏巨山蟻
（Camponotus siemsseni）台译为希氏巨山蟻。该物种是亞州的中大型巨山蟻，也是常見養蟻人的喜愛，因為飼養簡單，繁殖速度快。且工蚁的分化等级也比其它弓背蚁更多（该点与大头弓背蚁类似），最大型的工蟻又被稱為巨神兵。

## 形态

### 蟻后/雌性繁殖蚁
体长18mm。与大型工蚁相似。翅浅黄褐色，脉序褐色。后胸背板和足为橙红色。上颚具6齿。

### 大型工蚁
体长12~18mm。头较大，体黑色，触角柄节的基部、鞭节和足为栗红色；头胸和腹部光亮，在一定光线下可见头部的皱纹很细，胸部皱纹较明显；胸部前面较暗，腹部光滑明亮。毛被很稀，仅有一些散生浅白色细毛，茸毛很细而稀，仅在一定光线下可见，在触角和足上稍明显些。头很大，比黑色牧蚁的头大，后面比前面宽，后头具宽凹缘；上颚宽，咀嚼缘聚坚齿；唇基稍呈屋脊状，中叶短突，前缘近横形；触角几与上述种相同；触角细短，柄节达不到头顶。胸部侧面观其背部供起，高于后胸背板的端部平截；足胫节侧扁，但不为棱形，近圆柱形。腹柄节楔形，宽，上面横形；腹部高凸，前面陡，钝圆。

### 小型工蚁
体长5mm。与大型工蚁相似，头不那么粗大，触角柄节长，超出头顶；胸部稍拱起，直至近后胸背板的末端，其末端稍平截；腹柄和腹部与大型工蚁相似，但较小。

## 分布
在中国，该物种主要分布在云南及西藏一带的西南方地区。而放眼至整个亚洲，该物种则分布在臺灣、南亚及东南亚地区。

### 频道
YT台灣蟻窟 （页面存档备份，存于）